# Bandırmaspor
Bandırmaspor Kulübü – turecki klub piłkarski, grający w drugiej lidze tureckiej, mający siedzibę w mieście Bandırma.

## Historia
Klub został założony w 1965 roku. W latach 1965–1974, 1975–1987, 1989–1993 i 2016–2017 klub występował w rozgrywkach drugiej ligi.

## Sukcesy
- 3. Lig

mistrzostwo (3): 1974/1975, 1988/1989, 2009/2010

## Stadion
Domowe mecze klub rozgrywa na stadionie o nazwie 17 Eylül Stadı, położonym w mieście Bandırma. Stadion może pomieścić 5400 widzów.

## Reprezentanci kraju grający w klubie
Stan na luty 2020
| - Ali Çoban - Halil İbrahim Eren - Emre Güngör - Akgün Kaçmaz - Batuhan Karadeniz | - Tuğrul Şener - Vedat Vatansever - Lukáš Droppa - Mamadou Fofana |